# Nederlandse kampioenschappen baanwielrennen 2017
De Nederlandse kampioenschappen baanwielrennen 2017 werden gehouden in Sportpaleis Alkmaar op 27, 28 en 29 december 2017. Het onderdeel omnium werd verreden op 23 december in Omnisport Apeldoorn. De wedstrijden werden door de Koninklijke Nederlandsche Wielren Unie georganiseerd.

## Erelijst
| Discipline         | Goud                                      | Zilver                                                    | Brons                                       |
| ------------------ | ----------------------------------------- | --------------------------------------------------------- | ------------------------------------------- |
| Mannen             |                                           |                                                           |                                             |
| Derny              | Nick van der Lijke                        | Reinier Honig                                             | Maikel Zijlaard                             |
| Ind. achtervolging | Dion Beukeboom                            | Roy Eefting                                               | Daan Hoole                                  |
| Keirin             | Matthijs Büchli                           | Jeffrey Hoogland                                          | Carlo Cesar                                 |
| Madison            | Wim Stroetinga Yoeri Havik                | Dion Beukeboom Jan-Willem van Schip                       | Raymond Kreder Ramon Sinkeldam              |
| Omnium             | Jan-Willem van Schip                      | Pim Ligthart                                              | Roy Eefting                                 |
| Puntenkoers        | Yoeri Havik                               | Jan-Willem van Schip                                      | Roy Pieters                                 |
| Scratch            | Roy Eefting                               | Jan-Willem van Schip                                      | Wim Stroetinga                              |
| Sprint             | Matthijs Büchli                           | Harrie Lavreysen                                          | Theo Bos                                    |
| Teamsprint         | Matthijs Büchli Theo Bos Roy van den Berg | Nils van 't Hoenderdaal Jeffrey Hoogland Harrie Lavreysen | Koen van der Wijst Joël Zuidema Carlo Cesar |
| Tijdrit 1 km       | Harrie Lavreysen                          | Sam Ligtlee                                               | Carlo Cesar                                 |
| Vrouwen            |                                           |                                                           |                                             |
| Derny              | Marit Raaijmakers                         | Nina Kessler                                              | Lily Schuitemaker                           |
| Ind. achtervolging | Amy Pieters                               | Loes Adegeest                                             | Michelle de Graaf                           |
| Keirin             | Laurine van Riessen                       | Steffie van der Peet                                      | Hetty van de Wouw                           |
| Madison            | Kirsten Wild Nina Kessler                 | Amy Pieters Roxane Knetemann                              | Marit Raaijmakers Mylène de Zoete           |
| Omnium             | Kirsten Wild                              | Amy Pieters                                               | Nina Kessler                                |
| Puntenkoers        | Marjolein van 't Geloof                   | Roxane Knetemann                                          | Marit Raaijmakers                           |
| Scratch            | Kirsten Wild                              | Marjolein van 't Geloof                                   | Lorena Wiebes                               |
| Sprint             | Laurine van Riessen                       | Elis Ligtlee                                              | Shanne Braspennincx                         |
| Tijdrit 500 m      | Kyra Lamberink                            | Laurine van Riessen                                       | Shanne Braspennincx                         |

2006 · 2007 · 2008 · 2009 · 2010 · 2011 · 2012 · 2013 · 2014 · 2015 · 2016 · 2017 · 2018 · 2019 · 2020 · 2021 · 2022 · 2023 · 2024 · 2025